# Tomasz Paschalis Konarski
Tomasz Paschalis Konarski (ur. 8 stycznia 1792 w Żarczycach Dużych, zm. 6 lipca 1878 w Auxerre) – generał brygady kawalerii wojsk polskich w powstaniu listopadowym.
Uczestnik wojny polsko-austriackiej w 1809. Brał udział w bitwie pod Raszynem. Uczestnik kampanii napoleońskich 1812-1814. W 1812 roku odznaczony Krzyżem Złotym Orderu Virtuti Militari. W roku 1813 został kawalerem złotego krzyża Legii Honorowej.
W 1815 wstąpił do armii Królestwa Kongresowego. W 1812 awansowany na stopień pułkownika. Po wybuchu powstania dowodził brygadą lekkiej artylerii konnej. 1 marca 1831 mianowany przez gen. Jana Skrzyneckiego dowódcą artylerii powstańczej. Uczestniczył w bitwie pod Iganiami i pod Ostrołęką. 1 sierpnia mianowany generałem brygady z przydziałem do brygady kawalerii. Dowodził 4. Pułkiem Strzelców Konnych, 6. Pułkiem Ułanów i szwadronem z 1. Pułku Jazdy Kaliskiej. Później przydzielony do II. Korpusu gen. Girolama Ramoriny. 17 września 1831 przekroczył granicę austriacką. Wyemigrował do Francji i osiadł w Auxerre.